# (1357) Khama
(1357) Khama – planetoida z pasa głównego asteroid okrążająca Słońce w ciągu 5 lat i 245 dni w średniej odległości 3,18 au. Została odkryta 2 lipca 1935 roku w Union Observatory w Johannesburgu przez Cyrila Jacksona. Nazwa planetoidy pochodzi od Khamy, naczelnego wodza plemienia Beczuana i pierwszego lidera plemiennego. Przed nadaniem nazwy planetoida nosiła oznaczenie tymczasowe (1357) 1935 ND.